# Formule 1 v roce 1955
VI. Mistrovství světa jezdců zahájila 16. ledna Grand Prix Argentiny, závěr sezony obstarala 11. září Grand Prix Itálie.
Původně bylo v kalendáři 11 závodů, ale po tragédii, která se odehrála na trati v Le Mans, byly zrušeny Grand Prix Francie, Německa, Švýcarska a Španělska.

## Pohled na sezónu
V sezóně 1955 započal svou hvězdnou kariéru Jack Brabham, který se kvalifikoval do Grand Prix Velké Británie na 25. místě, v závodě však neuspěl a pro poruchu odstoupil. Tím nejúspěšnějším nováčkem roku se stal Eugenio Castellotti, jenž již v druhém závodě dojel na druhém místě a hned v tom následujícím startoval z pole positions. V celkovém hodnocení šampionátu skončil na třetím místě hned za neporazitelným duem z Mercedesu Juanem Manuelem Fangem a Stirlingem Mossem. Premiéru si odbili také Hermando Da Silva Ramos, Olivier Gendebien, Jesus Iglesias, Jean Lucas, Cesare Perdisa, Luigi Piotti, Mike Sparken, Alberto Uria, Piero Valenzano a Ted Whiteaway.
Mezi novými vozy se objevila značka Arzani Volpini, jejíž jediný pokus o vstup do světa Grand Prix skončil nezdarem při Grand Prix Itálie. Také vozům Connaught se při svém jediném startu nedařilo a ani jeden ze tří vozů nedokončil Grand Prix Velké Británie. Cooper se představil v podání již zmiňovaného Jacka Brabhama. Za volant Ferrari se vrátil po delší odmlce Giuseppe Farina naopak odešel Mike Hawthorn, kterého zlákal národní projekt Vanwall, ale v polovině sezóny se k rudým zase vrátil. Gordini přišlo o famozního Jeana Behru, který našel cestu k Maserati na uvolněné místo po Stirlingu Mossovi. Lancia k osvědčené dvojici Alberto Ascari a Luigi Villoresi přibrala mladíka Castellottiho. Poté, co se zabil národní idol Ascari, Lancia přenechává vozy D50 Ferrarimu a svět velkých cen navždy opouští. Alfred Neubauer pro svůj tým Mercedes získal Stirlinga Mosse a Piera Taruffiho
Vozy Mercedes vstupovaly do sezóny jako favorité a tuto roli také potvrdily, když pouze v Monaku nezvítězily. Titul mistra světa obhájil Juan Manuel Fangio, před svým stájovým kolegou Stirlingem Mossem. Třetí místo získal mladý Eugenio Castelotti, jenž zahájil sezonu na Lancii a po jejím odstoupení ze šampionátu pokračoval u Enza Ferrariho. Čtvrtou příčku v konečném hodnocení získal vítěz z Monaka, Maurice Trintignant a pátý byl nestárnoucí Giuseppe Farina.
Sezóna 1955 se pro formuli 1 stal jedním z nejtragičtějších roků, již v květnu během tréninku na 500 mil Indianapolis zahynul Manny Ayulo, o pár dní později při samotném závodě ve staré cihelně, smrtelně havaroval Bill Vukovich. Květnové dny si vybraly i další oběť, při testech na Monze zahynul dvojnásobný mistr světa Alberto Ascari. Největší šok pro motoristickou veřejnost přišel 11. června, kdy při závodě na 24 hodin v Le Mans přišel o život Pierre Levegh a spolu s ním i přes 80 diváků.

## Pravidla
Pravidla šampionátu 1955 povolovala objem motorů 750 cc s kompresorem nebo 2 500 cc atmosférické. Do každého závodu se mohl přihlásit libovolný počet jezdců a nebylo ani omezen počet jezdců v jednotlivých týmech. Startovní čísla nebyla stabilní a měnila se každým závodem. Do hodnocení šampionátu se započítávalo 5 nejlepších výsledků ze 7 grand prix.
- Boduje prvních pět jezdců podle klíče:
  - 1. 8 bodů
  - 2. 6 bodů
  - 3. 4 body
  - 4. 3 body
  - 5. 2 body
  - 1 bod získá pilot za nejrychlejší kolo

## Týmy a jezdci

### Vozy
| Vůz                     | Motor                         | Typ      | Objem   | Zdvih/Vrtání   | Výkon | Otáčky    | Hmotnost |
| ----------------------- | ----------------------------- | -------- | ------- | -------------- | ----- | --------- | -------- |
| Arzani Volpini F1       | Maserati Speluzzi 4CLT 2.5 L4 | řadový 4 | 2496 cc | 90 / 94 mm     | 210 k | 7100 /min | 650 kg   |
| Connaught B             | Alta 2.5 L4                   | řadový 4 | 2470 cc | 90 / 93,5 mm   | 250 k | 6700 /min | 590 kg   |
| Connaught Bs            | Alta 2.5 L4                   | řadový 4 | 2470 cc | 90 / 93,5 mm   | 240 k | 6500 /min | 590 kg   |
| Cooper T40              | Bristol 2.0 L6                | řadový 6 | 1971 cc | 96 / 66 mm     | 140 k | 5800 /min | 510 kg   |
| Ferrari 625             | Ferrari 107 2.5 L4            | řadový 4 | 2498 cc | 90 / 94 mm     | 250 k | 7200 /min | 600 kg   |
| Ferrari 555 Supersqualo | Ferrari 106 2.5 L4            | řadový 4 | 2497 cc | 79,5 / 100 mm  | 270 k | 7500 /min | 590 kg   |
| Ferrari 500             | Ferrari 500 2.5 L4            | řadový 4 | 1984 cc | 78 / 90 mm     | 185 k | 7500 /min | 560 kg   |
| Lancia Ferrari D50      | Lancia Ferrari DS50 2.5 V8    | 90°V8    | 2486 cc | 68,5 / 76 mm   | 265 k | 8000 /min | 640 kg   |
| Gordini Type 16         | Gordini 2.5 L6                | řadový 6 | 2473 cc | 82 / 80 mm     | 220 k | 6000 /min | 590 kg   |
| Gordini Type 32         | Gordini 2.5 L8                | řadový 8 | 2475 cc | 70 / 75 mm     | 250 k | 8200 /min | 650 kg   |
| HWM 53                  | Alta 2.5 L4                   | řadový 4 | 1970 cc | 90 / 83,5 mm   | 180 k | /min      | kg       |
| Lancia D50              | Lancia DS50 2.5 V8            | 90°V8    | 2489 cc | 63,1 / 73,6 mm | 265 k | 8500 /min | 645 kg   |
| Maserati 250F           | Maserati 250F 2.5 L6          | řadový 6 | 2490 cc | 75 / 84 mm     | 270 k | 8000 /min | 630 kg   |
| Maserati 250Fs          | Maserati 250F 2.5 L6          | řadový 6 | 2493 cc | 75 / 84 mm     | 270 k | 8000 /min | 630 kg   |
| Maserati A6GCM          | Maserati 250F 2.5 L6          | řadový 6 | 1970 cc | 72 / 76,2 mm   | 197 k | 8000 /min | 580 kg   |
| Mercedes-Benz W196      | Mercedes-Benz M196 2.5 L8     | řadový 8 | 2496 cc | 68,8 / 70 mm   | 257 k | 8200 /min | 640 kg   |
| Mercedes-Benz W196s     | Mercedes-Benz M196 2.5 L8     | řadový 8 | 2496 cc | 68,8 / 76 mm   | 290 k | 8500 /min | 680 kg   |
| Vanwall VW 55           | Vanwall 254 2.5 L4            | řadový 4 | 2490 cc | 86 / 96 mm     | 250 k | 7000 /min | 570 kg   |

### Složení týmů
| Tým                       | Konstruktér    | Šasi        | Motor                   | Pneu    | Pilot |
| ------------------------- | -------------- | ----------- | ----------------------- | ------- | --- |
| Alberto Uria              | Maserati       | A6GCM       | Maserati                | Pirelli | Alberto Uria |
| Connaught Engineering     | Connaught      | B Bs        | Alta                    | D       | Jack Fairman Ken McAlpine |
| Cooper Car Co             | Cooper         | T40         | Bristol                 | D       | Jack Brabham |
| Daimler Benz AG           | Mercedes       | W196        | Mercedes                | C       | André Simon Hans Herrmann Juan Manuel Fangio Karl Kling Piero Taruffi Stirling Moss                                                                                |
| E.N. Whiteaway            | HWM            | 53          | Alta                    | D       | Ted Whiteaway |
| Ecurie Rosier             | Maserati       | 250F        | Maserati                | Pirelli | Louis Rosier |
| Equipe Gordini            | Gordini        | T16 T32     | Gordini                 | E       | Hermano da Silva Ramos Jacques Pollet Jean Lucas Jésus Iglesias Mike Sparken Pablo Birger Robert Manzon Élie Bayol                                                 |
| Equipe Nationale Belge    | Ferrari        | 500         | Ferrari                 | E       | Johnny Claes |
| Gilby Engineering         | Maserati       | 250F        | Maserati                | D       | Roy Salvadori |
| Gould's Garage            | Maserati       | 250F        | Maserati                | D       | Horace Gould |
| Leslie Marr               | Connaught      | Bs          | Alta                    | D       | Leslie Marr |
| Officine Alfieri Maserati | Maserati       | 250F        | Maserati                | Pirelli | André Simon Carlos Menditéguy Cesare Perdisa Clemar Bucci Harry Schell Horace Gould Jean Behra Luigi Musso Peter Collins Roberto Mières Sergio Mantovani           |
| Owen Racing Organisation  | Maserati       | 250F        | Maserati                | D       | Peter Collins |
| R.R.C. Walker Racing Team | Connaught      | B           | Alta                    | D       | Peter Walker Tony Rolt |
| Scuderia Ferrari          | Ferrari Lancia | 625 555 D50 | Scuderia Ferrari Lancia | E       | Eugenio Castellotti Harry Schell José Froilan González Luigi Villoresi Maurice Trintignant Mike Hawthorn Giuseppe Farina Paul Frère Piero Taruffi Umberto Maglioli |
| Scuderia Lancia           | Lancia         | D50         | Lancia                  | Pirelli | Alberto Ascari Eugenio Castellotti Louis Chiron Luigi Villoresi |
| Scuderia Volpini          | Arzani Volpini | F1          | Speluzzi                | Pirelli | Luigi Piotti |
| Stirling Moss Ltd         | Maserati       | 250F        | Maserati                | D       | John Fitch Johnny Claes Lance Macklin Peter Walker |
| Vandervell Products       | Vanwall        | 55          | Vanwall                 | Pirelli | Harry Schell Ken Wharton Mike Hawthorn |

## Závody započítávané do MS
| Datum              | Grand Prix                          | Náhled | Akce                  | Jezdec              | Vůz               | Stav MS            |
| ------------------ | ----------------------------------- | ------ | --------------------- | ------------------- | ----------------- | ------------------ |
| 1. GP 16. leden    | Argentina Buenos Aires (Výsledky)   |        | Závod                 | Juan Manuel Fangio  | Mercedes W196     | Juan Manuel Fangio |
| 1. GP 16. leden    | Argentina Buenos Aires (Výsledky)   | Kolo   | Juan Manuel Fangio    | Mercedes W196       |                   | Juan Manuel Fangio |
| 1. GP 16. leden    | Argentina Buenos Aires (Výsledky)   | Pole   | José Froilan González | Ferrari 625         |                   | Juan Manuel Fangio |
| 2. GP 22. květen   | Monako Circuit de Monaco (Výsledky) |        | Závod                 | Maurice Trintignant | Ferrari 625       | Juan Manuel Fangio |
| 2. GP 22. květen   | Monako Circuit de Monaco (Výsledky) | Kolo   | Juan Manuel Fangio    | Mercedes W196       |                   | Juan Manuel Fangio |
| 2. GP 22. květen   | Monako Circuit de Monaco (Výsledky) | Pole   | Juan Manuel Fangio    | Mercedes W196       |                   | Juan Manuel Fangio |
| 3. GP 30. květen   | Indy 500 Indianapolis (Výsledky)    |        | Závod                 | Bob Sweikert        | Kurtis Kraft 500C | Juan Manuel Fangio |
| 3. GP 30. květen   | Indy 500 Indianapolis (Výsledky)    | Kolo   | Bill Vukovich         | Kurtis Kraft 500C   |                   | Juan Manuel Fangio |
| 3. GP 30. květen   | Indy 500 Indianapolis (Výsledky)    | Pole   | Jerry Hoyt            | Stevens             |                   | Juan Manuel Fangio |
| 4. GP 5. červen    | Belgie Spa-Francorchamps (Výsledky) |        | Závod                 | Juan Manuel Fangio  | Mercedes W196     | Juan Manuel Fangio |
| 4. GP 5. červen    | Belgie Spa-Francorchamps (Výsledky) | Kolo   | Juan Manuel Fangio    | Mercedes W196       |                   | Juan Manuel Fangio |
| 4. GP 5. červen    | Belgie Spa-Francorchamps (Výsledky) | Pole   | Eugenio Castellotti   | Lancia D50          |                   | Juan Manuel Fangio |
| 5. GP 19. červen   | Nizozemsko Zandvoort (Výsledky)     |        | Závod                 | Juan Manuel Fangio  | Mercedes W196     | Juan Manuel Fangio |
| 5. GP 19. červen   | Nizozemsko Zandvoort (Výsledky)     | Kolo   | Roberto Mières        | Maserati 250F       |                   | Juan Manuel Fangio |
| 5. GP 19. červen   | Nizozemsko Zandvoort (Výsledky)     | Pole   | Juan Manuel Fangio    | Mercedes W196       |                   | Juan Manuel Fangio |
| 3. červenec        | Francie Remeš                       |        |                       | zrušeno             | zrušeno           | Juan Manuel Fangio |
| 6. GP 16. červenec | Velká Británie Aintree (Výsledky)   |        | Závod                 | Stirling Moss       | Mercedes W196     | Juan Manuel Fangio |
| 6. GP 16. červenec | Velká Británie Aintree (Výsledky)   | Kolo   | Stirling Moss         | Mercedes W196       |                   | Juan Manuel Fangio |
| 6. GP 16. červenec | Velká Británie Aintree (Výsledky)   | Pole   | Stirling Moss         | Mercedes W196       |                   | Juan Manuel Fangio |
| 31. červenec       | Německo Nürburgring                 |        |                       | zrušeno             | zrušeno           | Juan Manuel Fangio |
| 7. GP 11. září     | Itálie Monza (Výsledky)             |        | Závod                 | Juan Manuel Fangio  | Mercedes W196     | Juan Manuel Fangio |
| 7. GP 11. září     | Itálie Monza (Výsledky)             | Kolo   | Stirling Moss         | Mercedes W196       |                   | Juan Manuel Fangio |
| 7. GP 11. září     | Itálie Monza (Výsledky)             | Pole   | Juan Manuel Fangio    | Mercedes W196       |                   | Juan Manuel Fangio |
| 21. září           | Švýcarsko Bremgarten                |        |                       | zrušeno             | zrušeno           | Juan Manuel Fangio |
| 23. říjen          | Španělsko Pedralbes                 |        |                       | zrušeno             | zrušeno           | Juan Manuel Fangio |

### Argentina
Sezóna odstartoval v argentinském hlavním městě Buenos Aires. Závod se pořádal v extrémně horkých podmínkách a vyhrál jej Juan Manuel Fangio před Josém Froilánem Gonzálesem, Giuseppem Farinou a Mauricem Trintignantem. Třetí s Farinou a Tintignantem skončili také Umberto Maglioli. Podmínky způsobily, že mnoho řidičů zastavilo kvůli úlevě, což mělo za následek, že řidiči sdíleli různá auta. Situace byla tak matoucí, že organizátoři povolali účetní firmu, aby provedla audit výsledků. V důsledku sdílených vozů vedl Fangio šampionát o 5 2⁄3 bodu před Farinou a Trintignantem.

### Monako
V ulicích Monaka byl v kvalifikaci nejrychlejší Fangio a po startu vedl všechna kola až do 49. kdy ho zradila převodovka a musel odstoupit. Ve vedení závodu ho nahradil Striling Moss avšak i on o 30. kol později utrpěl na spolehlivost svého vozu a skončil, ale přesto byl klasifikován. Závod nakonec vyhrál Maurice Trintignant a prozatím se posunul do vedení šampionátu. Ve svém druhém závodě v kariéře dojel na druhém místě mladý Ital Eugenio Castellotti, kterému tou dobou bylo pouhých 24 let. Na třetím místě skončil Jean Behra. Alberto Ascari měl v 80. kole ikonickou nehodu, kdy při výjezdu z tunelu ztratil kontrolu na vozem, přeletěl bariéru a závod zakončil v monackém přístavu. Jako zázrakem vyvázl bez vážnějších zranění, kromě zlomeného nosu. Toto byl jeho poslední závod ve Formuli 1.

### Indianapolis 500
Bill Vukovich si jel pro třetí vítězství v Indy 500, součístí Formule 1. V 57. kole držel náskok 17 sekund, jenže naboural a vytvořil velkou nehodu při které zemřelo dalších 5 diváku, poté, co jeho auto přeletělo přes bariéru. Dramatický závod s téměř třemi minutami k dobru vyhrál Bob Sweikert.

### Belgie
Mercedes byl tuto sezónu na zcela jiné úrovni oproti zbytku pole a jen tomu přidal na pravdě výsledek závodu. I přesto, že v kvalifikaci zvítězil s lehkým náskokem Eugenio Castellotti se svojí Lancií. V závodě vedl každé kolo Fangio. Cílovou vlajkou projel o 8 sekund dříve než jeho kolega Stirling Moss a až daleko za nimi (+1:40.5) byl Nino Farina. Vítěz kvalifikace Castellotti závod nedokončil z důvodu problému s převodovkou v 16. kole. Tímto závodem se Fangio zase vrátil do vedení šampionátu před Maurice Trintignanta.

### Nizozemsko
Velká cena Nizozemska byla pořádána pouhých 8 dní po katastrofě při závodě 24 hodin Le Mans ve kterém zemřelo 84 lidí ve kterém Fangio s Mossem jako spolujezdci pro Mercedes, zatím co právě jejich druhý vůz byl tím, který byl vystřelen přes bariéru do davu diváků. Tato událost se nijak nepodepsala na výkonnosti obou jezdců a tento závod byl další ve kterém Fangio vedl od začátku až do konce a i přesto, že druhý Moss na něj v cíli ztrácel pouhé 3 desetiny. Třetí příčku získal Luigi Musso pro Maserati. V tomto závodě Fangio s předstihem vyhrál Mistrovství jezdců.

### Velká Británie
Tento rok byl Silverstone nahrazen okruhem v Aintree. Mercedes neměl po celý závodní víkend nejmenšího konkurenta a z závod zakončil 1-2-3-4 (Moss, Fangio, Kling, Taruffi), zatím co nejlepší jezdec mimo Mercedes byl Luigi Musso za Maserati. Stirling Moss se touto výhrou stal prvním Britem, který zvítězil ve Velké ceně Velké Británie.

### Itálie
Poslední závod sezóny byl na okruhu v Monze a v tomto závodě byla poprvé použita konfigurace trati, která obsahovala 2 klopené zatáčky doplňující klasický okruh. 2 jezdci Mercedesu, Moss a Kling, závod nedokončili zatím co jejich kolegové získali 1-2 (Fangio, Taruffi). Mladý Castellotti dojel na třetím místě a tyto 4 body mu pomohli na třetí místo v Mistrovství jezdců.

## Konečné hodnocení Mistrovství světa

### Pohár jezdců
| *  | Pilot                   | ARG  | MON  | 500  | BEL | NED | GBR  | ITA  | body    |
| -- | ----------------------- | ---- | ---- | ---- | --- | --- | ---- | ---- | ------- |
| 1  | Juan Manuel Fangio      | 1*   | Ret* |      | 1*  | 1   | 2    | 1    | 40 (41) |
| 2  | Stirling Moss           | 4†   | 9    |      | 2   | 2   | 1*   | Ret* | 23      |
| 3  | Eugenio Castellotti     | Ret† | 2    |      | Ret | 5   | 6†   | 3    | 12      |
| 4  | Maurice Trintignant     | 2†   | 1    |      | 6   | Ret | Ret  | 8    | 11.33   |
| 5  | Nino Farina             | 2†   | 4    |      | 3   |     |      | DNS  | 10.33   |
| 6  | Piero Taruffi           |      | 8†   |      |     |     | 4    | 2    | 9       |
| 7  | Bob Sweikert            |      |      | 1    |     |     |      |      | 8       |
| 8  | Roberto Mieres          | 5    | Ret  |      | 5†  | 4*  | Ret  | 7    | 7       |
| 9  | Jean Behra              | 6†   | 3†   |      | 5†  | 6   | Ret  | 4    | 6       |
| 10 | Luigi Musso             | 7†   | Ret  |      | 7   | 3   | 5    | Ret  | 6       |
| 11 | Karl Kling              | 4†   |      |      | Ret | Ret | 3    | Ret  | 5       |
| 12 | Jimmy Davies            |      |      | 3    |     |     |      |      | 4       |
| 13 | Tony Bettenhausen       |      |      | 2†   |     |     |      |      | 3       |
| 14 | Paul Russo              |      |      | 2†   |     |     |      |      | 3       |
| 15 | Paul Frère              |      | 8†   |      | 4   |     |      |      | 3       |
| 16 | Johnny Thomson          |      |      | 4    |     |     |      |      | 3       |
| 17 | José Froilán González   | 2†   |      |      |     |     |      |      | 2       |
| 18 | Cesare Perdisa          |      | 3†   |      | 8   |     |      |      | 2       |
| 19 | Luigi Villoresi         | Ret† | 5    |      |     |     |      | DNS  | 2       |
| 20 | Carlos Menditeguy       | Ret† |      |      |     |     |      | 5    | 2       |
| 21 | Umberto Maglioli        | 3†   |      |      |     |     |      | 6    | 1.33    |
| 22 | Hans Herrmann           | 4†   |      |      |     |     |      |      | 1       |
| 23 | Walt Faulkner           |      |      | 5†   |     |     |      |      | 1       |
| 24 | Bill Homeier            |      |      | 5†   |     |     |      |      | 1       |
| 25 | Bill Vukovich           |      |      | Ret* |     |     |      |      | 1       |
| 26 | Mike Hawthorn           |      | Ret  |      | Ret | 7   | 6†   | 10   | 0       |
| 27 | Harry Schell            | 6†   | Ret  |      |     |     | 9†   | Ret  | 0       |
| 28 | Louis Chiron            |      | 6    |      |     |     |      |      | 0       |
| 29 | Andy Linden             |      |      | 6    |     |     |      |      | 0       |
| 30 | Jacques Pollet          |      | 7    |      |     | 10  |      | Ret  | 0       |
| 31 | Al Herman               |      |      | 7    |     |     |      |      | 0       |
| 32 | Mike Sparken            |      |      |      |     |     | 7    |      | 0       |
| 33 | Sergio Mantovani        | 7†   |      |      |     |     |      |      | 0       |
| 34 | Hernando da Silva Ramos |      |      |      |     | 8   | Ret  | Ret  | 0       |
| 35 | Lance Macklin           |      | DNQ  |      |     |     | 8    |      | 0       |
| 36 | Pat O'Connor            |      |      | 8    |     |     |      |      | 0       |
| 37 | Louis Rosier            |      | Ret  |      | 9   | 9   |      |      | 0       |
| 38 | Ken Wharton             |      |      |      |     |     | 9†   | Ret  | 0       |
| 39 | Jimmy Daywalt           |      |      | 9    |     |     |      |      | 0       |
| 40 | John Fitch              |      |      |      |     |     |      | 9    | 0       |
| 41 | Pat Flaherty            |      |      | 10   |     |     |      |      | 0       |
| 42 | Duane Carter            |      |      | 11   |     |     |      |      | 0       |
| 43 | Johnny Claes            |      |      |      |     | 11  |      |      | 0       |
| 44 | Chuck Weyant            |      |      | 12   |     |     |      |      | 0       |
| 45 | Eddie Johnson           |      |      | 13   |     |     |      |      | 0       |
| 46 | Jim Rathmann            |      |      | 14   |     |     |      |      | 0       |
| —  | Robert Manzon           |      | Ret  |      |     | Ret | Ret  |      | 0       |
| —  | Horace Gould            |      |      |      |     | Ret | Ret  | Ret  | 0       |
| —  | Alberto Ascari          | Ret  | Ret  |      |     |     |      |      | 0       |
| —  | Élie Bayol              | Ret  | Ret  |      |     |     |      |      | 0       |
| —  | André Simon             |      | Ret  |      |     |     | Ret  |      | 0       |
| —  | Peter Collins           |      |      |      |     |     | Ret  | Ret  | 0       |
| —  | Peter Walker            |      |      |      |     | Ret | Ret† |      | 0       |
| —  | Jesus Iglesias          | Ret  |      |      |     |     |      |      | 0       |
| —  | Pablo Birger            | Ret  |      |      |     |     |      |      | 0       |
| —  | Alberto Uria            | Ret  |      |      |     |     |      |      | 0       |
| —  | Don Freeland            |      |      | Ret  |     |     |      |      | 0       |
| —  | Cal Niday               |      |      | Ret  |     |     |      |      | 0       |
| —  | Art Cross               |      |      | Ret  |     |     |      |      | 0       |
| —  | Shorty Templeman        |      |      | Ret  |     |     |      |      | 0       |
| —  | Sam Hanks               |      |      | Ret  |     |     |      |      | 0       |
| —  | Keith Andrews           |      |      | Ret  |     |     |      |      | 0       |
| —  | Johnnie Parsons         |      |      | Ret  |     |     |      |      | 0       |
| —  | Eddie Russo             |      |      | Ret  |     |     |      |      | 0       |
| —  | Ray Crawford            |      |      | Ret  |     |     |      |      | 0       |
| —  | Jimmy Bryan             |      |      | Ret  |     |     |      |      | 0       |
| —  | Jack McGrath            |      |      | Ret  |     |     |      |      | 0       |
| —  | Al Keller               |      |      | Ret  |     |     |      |      | 0       |
| —  | Johnny Boyd             |      |      | Ret  |     |     |      |      | 0       |
| —  | Ed Elisian              |      |      | Ret  |     |     |      |      | 0       |
| —  | Rodger Ward             |      |      | Ret  |     |     |      |      | 0       |
| —  | Jerry Hoyt              |      |      | Ret  |     |     |      |      | 0       |
| —  | Jimmy Reece             |      |      | Ret  |     |     |      |      | 0       |
| —  | Fred Agabashian         |      |      | Ret  |     |     |      |      | 0       |
| —  | Kenneth McAlpine        |      |      |      |     |     | Ret  |      | 0       |
| —  | Jack Brabham            |      |      |      |     |     | Ret  |      | 0       |
| —  | Roy Salvadori           |      |      |      |     |     | Ret  |      | 0       |
| —  | Leslie Marr             |      |      |      |     |     | Ret  |      | 0       |
| —  | Jean Lucas              |      |      |      |     |     |      | Ret  | 0       |
| —  | Clemar Bucci            | Ret† |      |      |     |     |      |      | 0       |
| —  | Tony Rolt               |      |      |      |     |     | Ret† |      | 0       |
| —  | Ted Whiteaway           |      | DNQ  |      |     |     |      |      | 0       |
| *  | Pilot                   | ARG  | MON  | 500  | BEL | NED | GBR  | ITA  | body    |